# Mistrzostwa Europy Strongman 2004
Mistrzostwa Europy Strongman 2004 – doroczne, indywidualne zawody europejskich siłaczy.
Data: 24 lipca 2004 r.

Miejsce: Jelenia Góra  Polska
WYNIKI ZAWODÓW:
| Miejsce | Zawodnik             | Kraj      | Punkty |
| ------- | -------------------- | --------- | ------ |
| 1.      | Mariusz Pudzianowski | Polska    | 74     |
| 2.      | Tomasz Nowotniak     | Polska    | 57,5   |
| 3.      | Žydrūnas Savickas    | Litwa     | 57     |
| 4.      | Sławomir Toczek      | Polska    | 55,5   |
| 5.      | Svend Karlsen        | Norwegia  | 47,5   |
| 6.      | Juha-Matti Räsänen   | Finlandia | 46,5   |
| 7.      | Ervin Katona         | Serbia    | 33     |
| 8.      | Rene Minkwitz        | Dania     | 27,5   |
| 9.      | Oli Thompson         | Anglia    | 22,5   |
| 10.     | Ádám Darázs          | Węgry     | 18,5   |